# لشتینا و سویتله
لشتینا و سویتله (به چکی: Leština u Světlé) یک منطقهٔ مسکونی در جمهوری چک است که در ناحیه هاولیتشکوف برود واقع شده‌است. لشتینا و سویتله ۱۸٫۲ کیلومتر مربع مساحت و ۵۹۹ نفر جمعیت دارد و ۴۵۵ متر بالاتر از سطح دریا واقع شده‌است.